# Avenida de San José (Zaragoza)
La avenida de San José es una avenida que comunica los barrios de Torrero y San José, y que comienza en el centro de la ciudad de Zaragoza (España).  Da su nombre al mencionado barrio homónimo, y es una de las principales vías de este, junto con la avenidas de Tenor Fleta y Miguel Servet.

## Historia

### Origen
La avenida de San José da nombre a todo el barrio, un convento bajo la advocación de San José. En el inicio de la misma , por lo que le dio nombre

### SigloXIX
Durante mucho tiempo, la avenida fue un trazado rectilíneo que unía el barrio de Torrero con el centro de la ciudad. Así, en distintos planos del siglo XIX se le denomina «camino que sube a Torrero». El nombre de «camino de San José» se le da por primera vez en el año 1880, en el plano topográfico de Zaragoza realizado por Dionisio Casañal.
La función de este camino era comunicar con el centro a los hortelanos y torreros de la zona. A la vez había algunos caminos (Cabaldós, puente Virrey, Castelar, etc.) que unían torres dispersas con este camino principal. Toda la zona eran campos y acequias. Con un poblamiento agrícola disperso, constituyendo un sector de abastecimiento hortícola para la ciudad.

## Actualidad
Esta avenida es la arteria principal de comunicación del barrio de San José, con más de 200 números. Posee un tráfico relativamente elevado, y es atravesado por varias líneas de autobuses urbanos, entre las que se encuentran las líneas 23, 24, 39, 40 y N5.
Consta de diversas tiendas en su calle de todo, además de ser una calle bastante transitada